# Серванш
Серва́нш (фр. Servanches) — коммуна во Франции, находится в регионе Аквитания. Департамент — Дордонь. Входит в состав кантона Монпон-Менестероль. Округ коммуны — Перигё.
Код INSEE коммуны — 24533.

## География

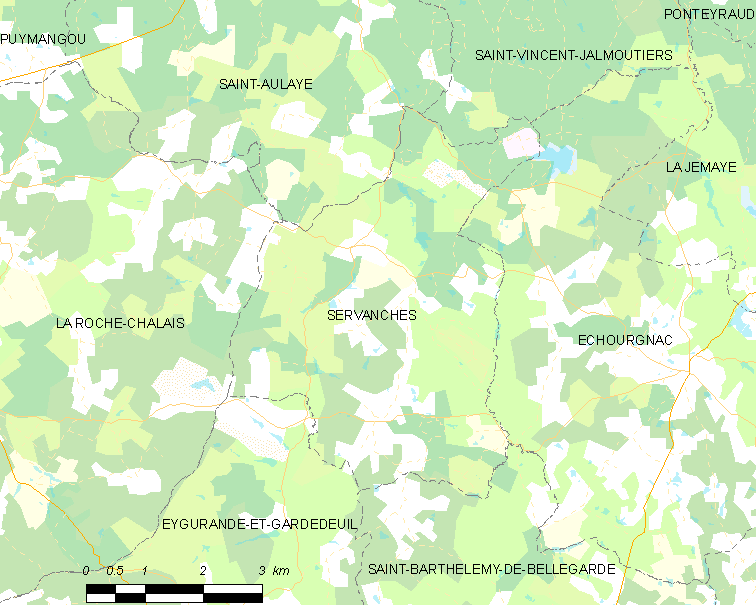
Карта коммуны

Коммуна расположена приблизительно в 450 км к югу от Парижа, в 70 км северо-восточнее Бордо, в 45 км к западу от Перигё.

### Климат
Климат умеренный океанический со средним уровнем осадков, которые выпадают преимущественно зимой. Лето здесь долгое и тёплое, однако также довольно влажное, здесь не бывает регулярных периодов летней засухи. Средняя температура января — 5 °C, июля — 18 °C. Изредка вследствие стечения неблагоприятных погодных условий может наблюдаться непродолжительная засуха или случаются поздние заморозки. Климат меняется очень часто, как в течение сезона, так и год от года.

## Население
Население коммуны на 2010 год составляло 80 человек.
| 1962 | 1968 | 1975 | 1982 | 1990 | 1999 | 2010 |
| ---- | ---- | ---- | ---- | ---- | ---- | ---- |
| 94   | 143  | 111  | 105  | 119  | 103  | 80   |

## Администрация
| Период | Период | Фамилия      | Партия       | Примечания |
| ------ | ------ | ------------ | ------------ | ---------- |
| 2001   | 2014   | Николь Лаббе | беспартийная | пенсионер  |
| 2014   | 2020   | Жак Фори     |              |            |

## Экономика
В 2010 году среди 54 человек трудоспособного возраста (15-64 лет) 36 были экономически активными, 18 — неактивными (показатель активности — 66,7 %, в 1999 году было 71,0 %). Из 36 активных жителей работали 33 человека (17 мужчин и 16 женщин), безработных было 3 (2 мужчин и 1 женщина). Среди 18 неактивных 2 человека были учениками или студентами, 12 — пенсионерами, 4 были неактивными по другим причинам.

## Фотогалерея

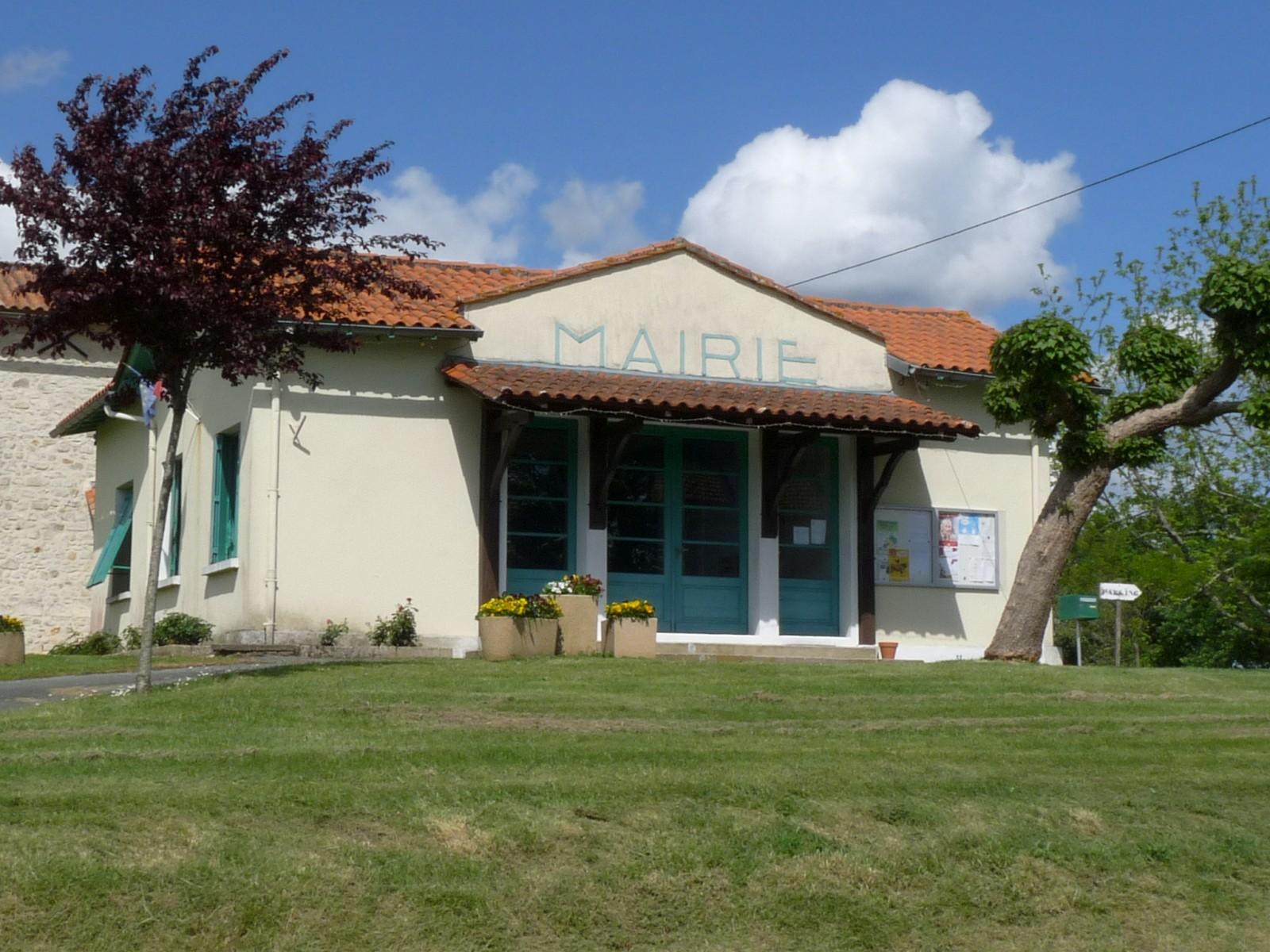
Мэрия
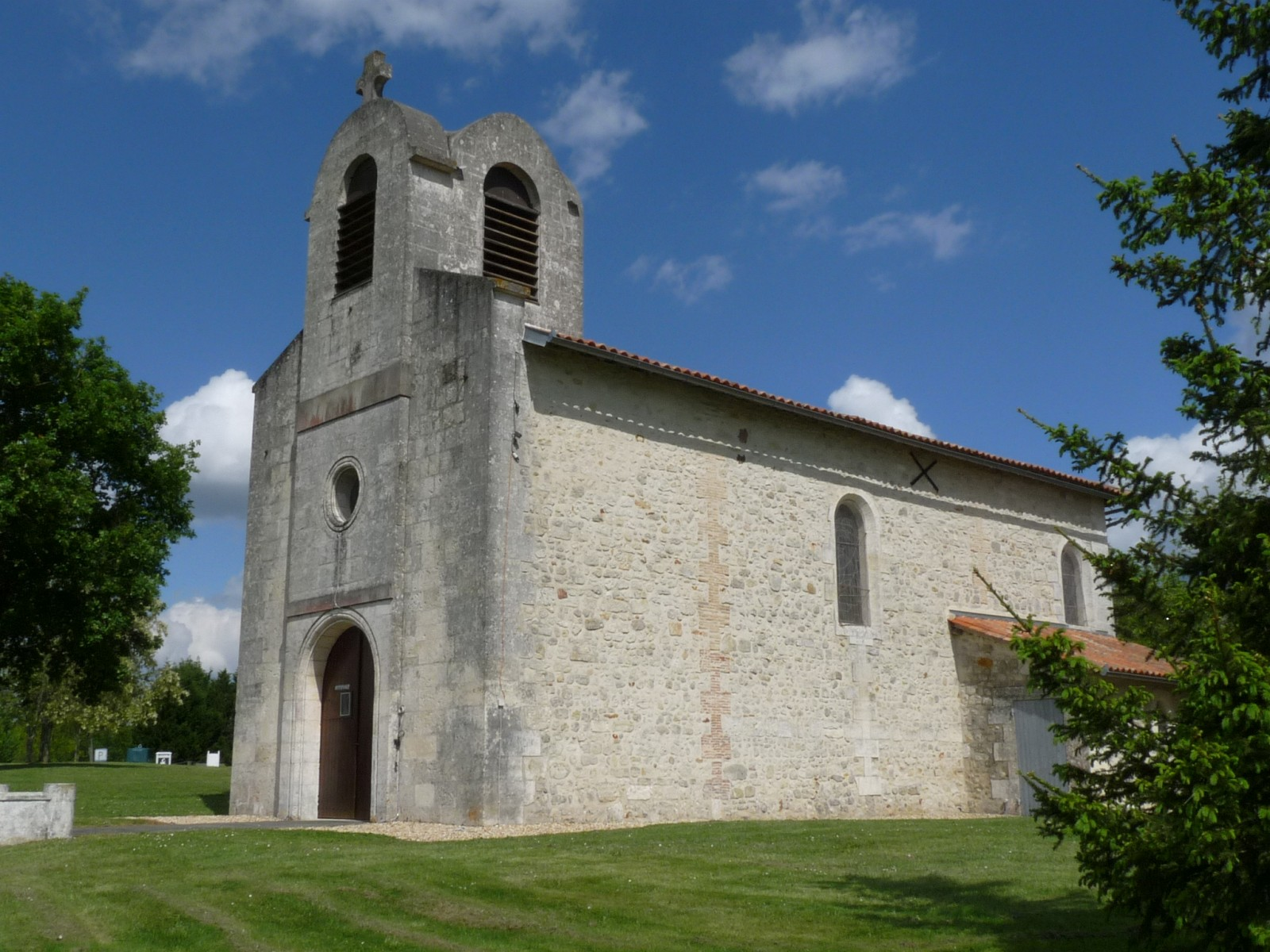
Церковь
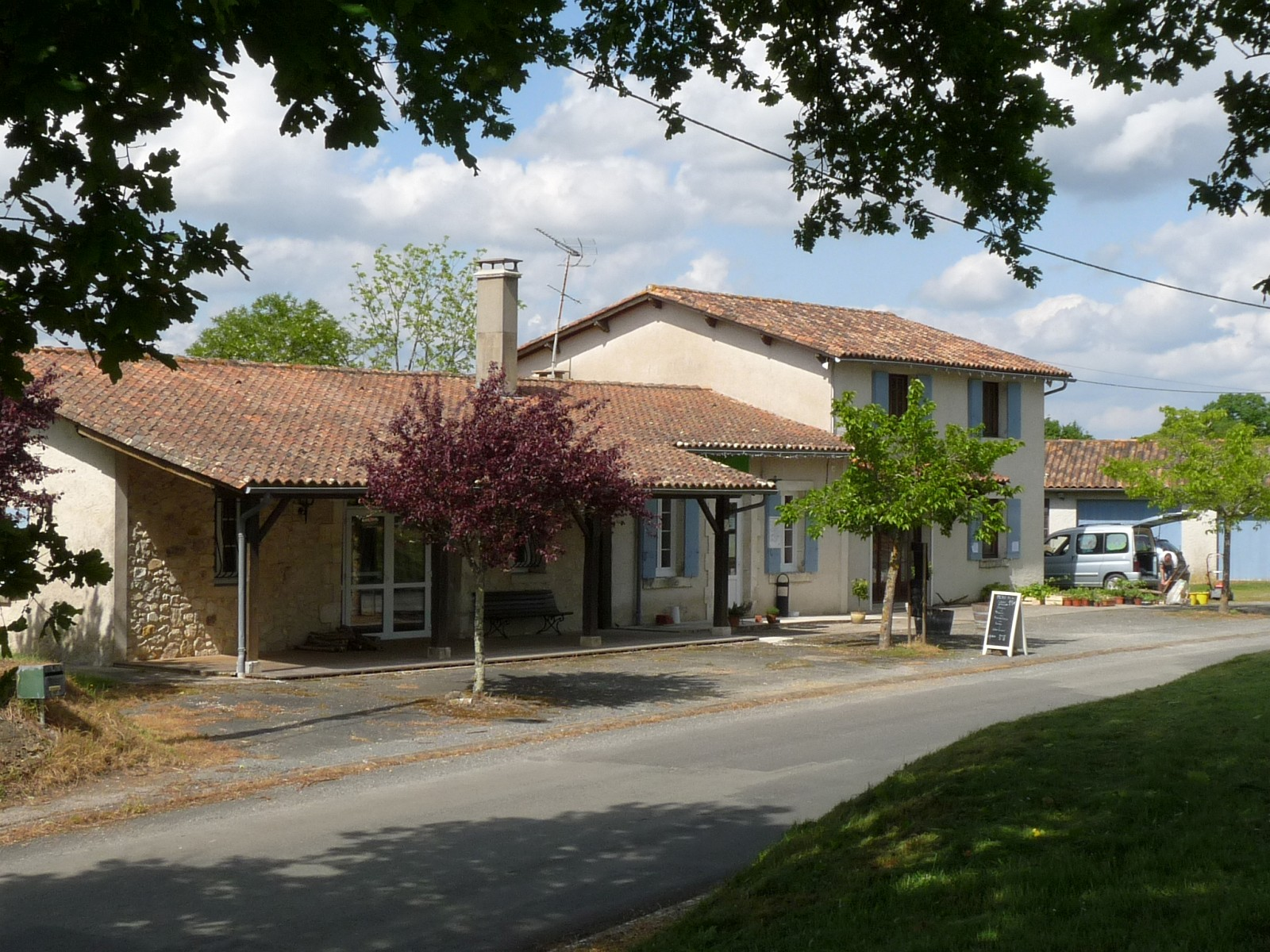
Бар-ресторан
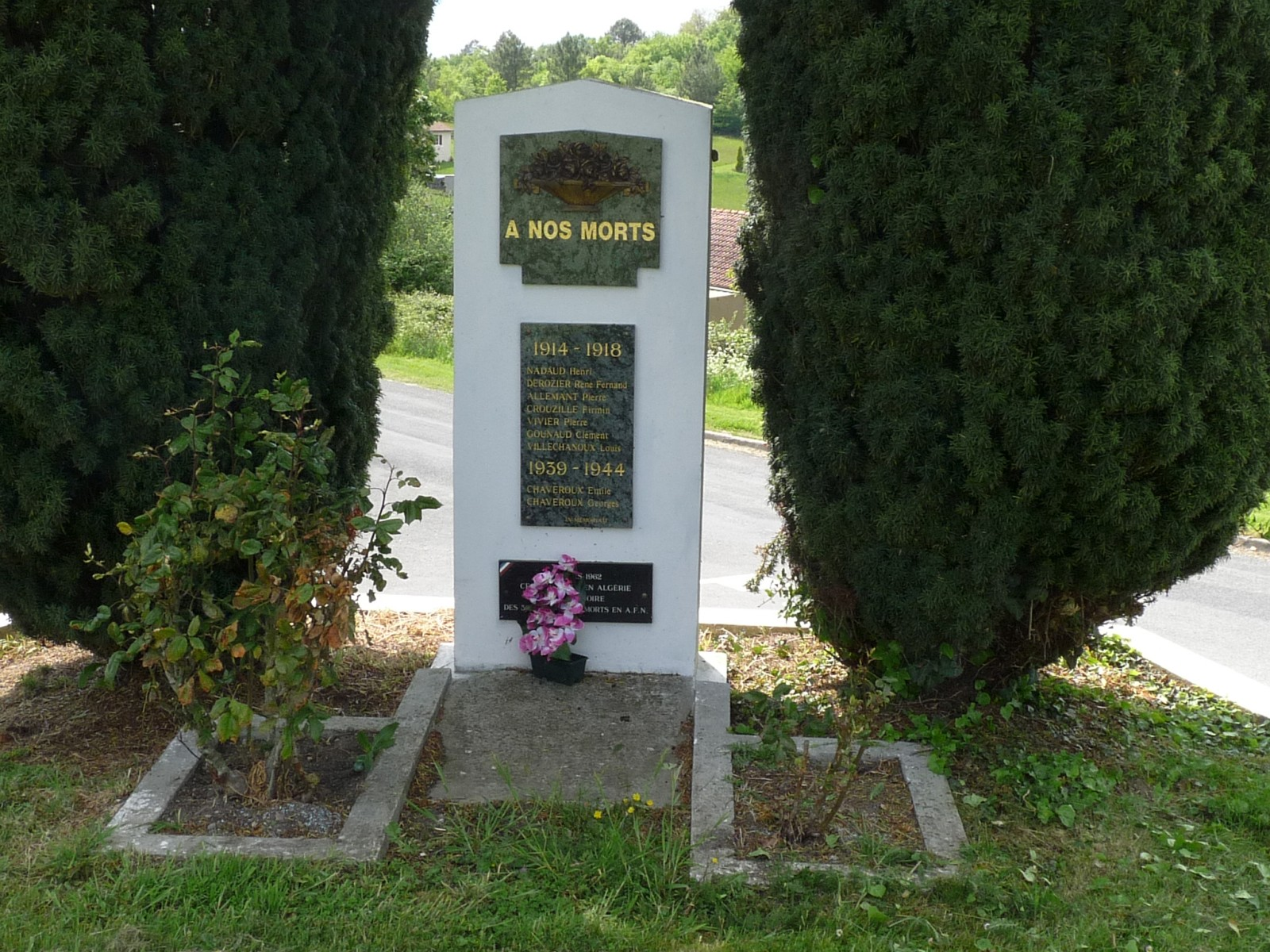
Военный мемориал